# المتحف الوطني الأفغاني
المتحف الوطني الأفغاني ويعرف أيضاً بمتحف كابل هو متحف يقع في مدينة كابل عاصمة أفغانستان. كان المتحف في السابق يضم أكثر من مائة ألف قطعة أثرية تعود لعدة عصور تاريخية ومع بداية الحرب الأهلية في عام 1992، تعرض المتحف للنهب عدة مرات ودمر بالصواريخ، مما أدى إلى خسارة 70٪ من مقتنياته. منذ عام 2007، ساعدت عدة منظمات دولية في استعادة أكثر من 8،000 قطعة أثرية، كان آخرها منحوتة من الحجر الجيري من ألمانيا.